# 吉倉廣
吉倉 廣（よしくら ひろし）は、日本の医師、医学者。東京大学医学部教授を経て、国立予防衛生研究所エイズ研究センター長や、国立国際医療センター研究所所長、国立感染症研究所所長などを歴任した。2024年1月現在一般社団法人WNP(https://www.thewnp.org) の名誉研究員。

## 人物・経歴
東京大学医学部卒業。1969年東京大学医学博士。東京大学医科学研究所助手、東京大学医科学研究所助教授を経て、1981年東京大学医学部教授。1989年国立予防衛生研究所腸内ウイルス研究部長。1995年国立予防衛生研究所エイズ研究センター長。1998年国立感染症研究所副所長。1999年国立国際医療センター研究所所長。2001年国立感染症研究所所長。2004年国立感染症研究所名誉所員（https://www.thewnp.org/hiroshi-yoshikura ）。